# 전남여자상업고등학교
전남여자상업고등학교(全南女子商業高等學校)는 대한민국 광주광역시 북구 삼각동에 위치한 사립 고등학교이다.

## 학교 연혁
- 1957년 9월 23일 : 무광사 건립, 설립자 춘담(春潭) 최병채 선생
- 1960년 4월 28일 : 광주춘태여자고등공민학교, 광주 춘태여자상업고등학원 개교, 초대 교장 최병채 선생 취임
- 1966년 11월 19일 : 학교법인 춘태학원 설립 인가, 초대 이사장 인재(仁齋) 최석태 선생 취임
- 1967년 10월 5일 : 광주춘태여자종합고등학교 설립인가
- 1968년 3월 1일 : 광주춘태여자종합고등학교 개교
- 1971년 2월 10일 : 제1회 30명 졸업
- 1973년 9월 28일 : 학칙변경(변경인가 73. 9. 28. 문교부 교행 1041.3) 광주춘태여자상업고등학교로 학제 변경
- 1980년 12월 31일 : 학칙변경(변경인가 80. 12. 31. 문교부 교행 1041.3) 전남여자상업고등학교로 교명 변경
- 1982년 5월 9일 : 학교 이전(동구 학동 513번지 → 북구 설죽로 433)
- 2003년 3월 3일 : 특성화학교 지정(교육인적자원부)
- 2011년 9월 1일 : 특성화고 영어수업모델 연구학교 지정 (교육과학기술부)
- 2013년 12월 12일 : 빛고을 혁신학교 지정(교육청 2014년 ～ 2017년)
- 2019년 3월 1일 : 제13대 최규명 교장 취임
- 2021년 1월 8일 : 직업계고 학점제 선도학교 [중등교육과-576, 2021.03.01~2024.02.29., 3년]
- 2021년 10월 14일 : 자율학교 지정 [중등교육과-27244(2021.10.14.), 2022-03-01~2026-02-28, 4년]
- 2023년 6월 29일 : 2024학년도 학과 개편 승인 [행정예산과-6845(2023.6.29.)] (글로벌경영과 3학급, 글로벌금융과 1학급, 디자인콘텐츠과 1학급, 영상콘텐츠과 1학급)
- 2024년 12월 16일 : 특성화고등학교 재지정 (광주광역시교육청 진로진학과-23544(2024.12.16.) , 2025.3.1.~2030.2.28.(5년))
- 2025년 1월 10일 : 제55회 122명 졸업(총 졸업생수 24,811명)

## 설치 학과
- 공통과정
- 콘텐츠창업과
- 글로벌경영과
- 글로벌금융과
- 영상콘텐츠과
- 디자인콘텐츠과

## 참고 자료
- 전남여자상업고등학교 - 한국교육학술정보원 학교알리미